# Sarzeau
Sarzeau è un comune francese di 7.841 abitanti situato nel dipartimento del Morbihan nella regione della Bretagna. Il comune, situato sulla penisola di Rhuys, si affaccia sul golfo di Morbihan, sul quale ha anche un porto turistico: Port du Logéo. È capoluogo di cantone.

## Toponimo
Il nome della località è attestato nelle forme Sarzau nel 1395, Sarzeau en Reuys nel 1464, Reuis nel 1477, Ruys nel 1481, Sarzau nel 1536, Serzau nel 1630. Durante la Rivoluzione francese, nel 1790, il comune di Sarzeau venne rinominato “Città di Rhuys” per meglio ritrovare il suo toponimo originario.
In bretone la località si chiama Sarzhav (pronunciato [saˈʁaw]).
Viene discussa l'etimologia del toponimo Sarzeau. Potrebbe derivare dal latino exsartum, da cui deriva la parola francese “essart” che designa terreno disboscato, con perdita della prima sillaba.

## Geografia

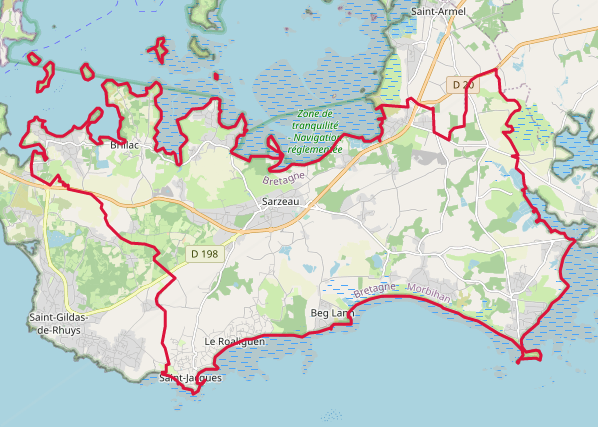
Mappa Openstreetmap
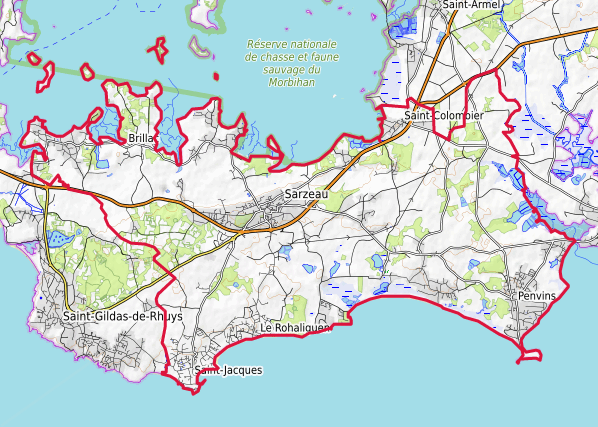
Mappa topografica
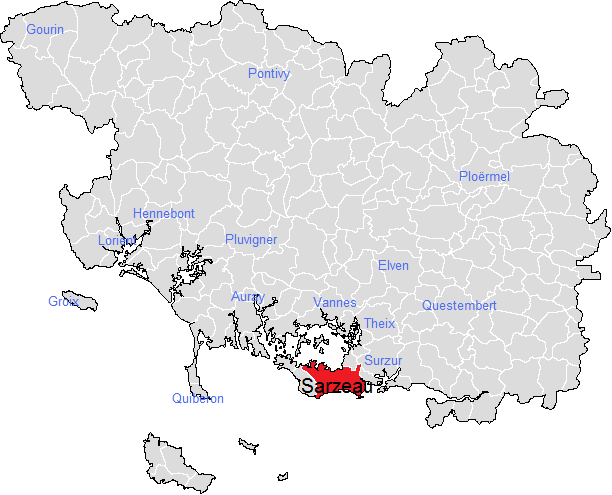
Sarzeau fra i dipartimenti del Morbihan

### Geografia fisica
La costa del Golfo del Morbihan, a nord, si trova su un terreno granitico dove in alcuni punti si sono accumulati sedimenti; molto frastagliata, alterna piccole insenature sabbiose (Baia di Scluze, Rade du Logeo, ecc.), alcuni punti rocciosi (Pointe de l'Ours, Pointe du Ruault, Pointe de Bernon, ecc.), distese fangose abbastanza estese (Anse du Poul, baia di Saint-Colombier…), antiche saline (paludi di Duer, paludi di Truscat) e alcune isole del Golfo del Morbihan (Govihan, Stibiden, Brannec, Godec, Île des Œufs…). Questo insieme, riparato dalle mareggiate dell'Atlantico, costituisce un ambiente ideale per la flora: i boschi di latifoglie (Kerhouët-Saint Maur, Beausoleil, Kerbodec, ecc.) e la rete di bocage (abalone, felci, ecc.), su terreni più fertili meglio conservato lì che sulla costa meridionale. Anche la fauna trova un tranquillo rifugio ricco di piante marine (canne, salicornie, graminacee, ecc.); da circa vent'anni, una riserva ornitologica che copre l'intera baia di Saint-Colombier protegge specie interessanti (anatre e oche, uccelli limicoli, garzette, ecc.).

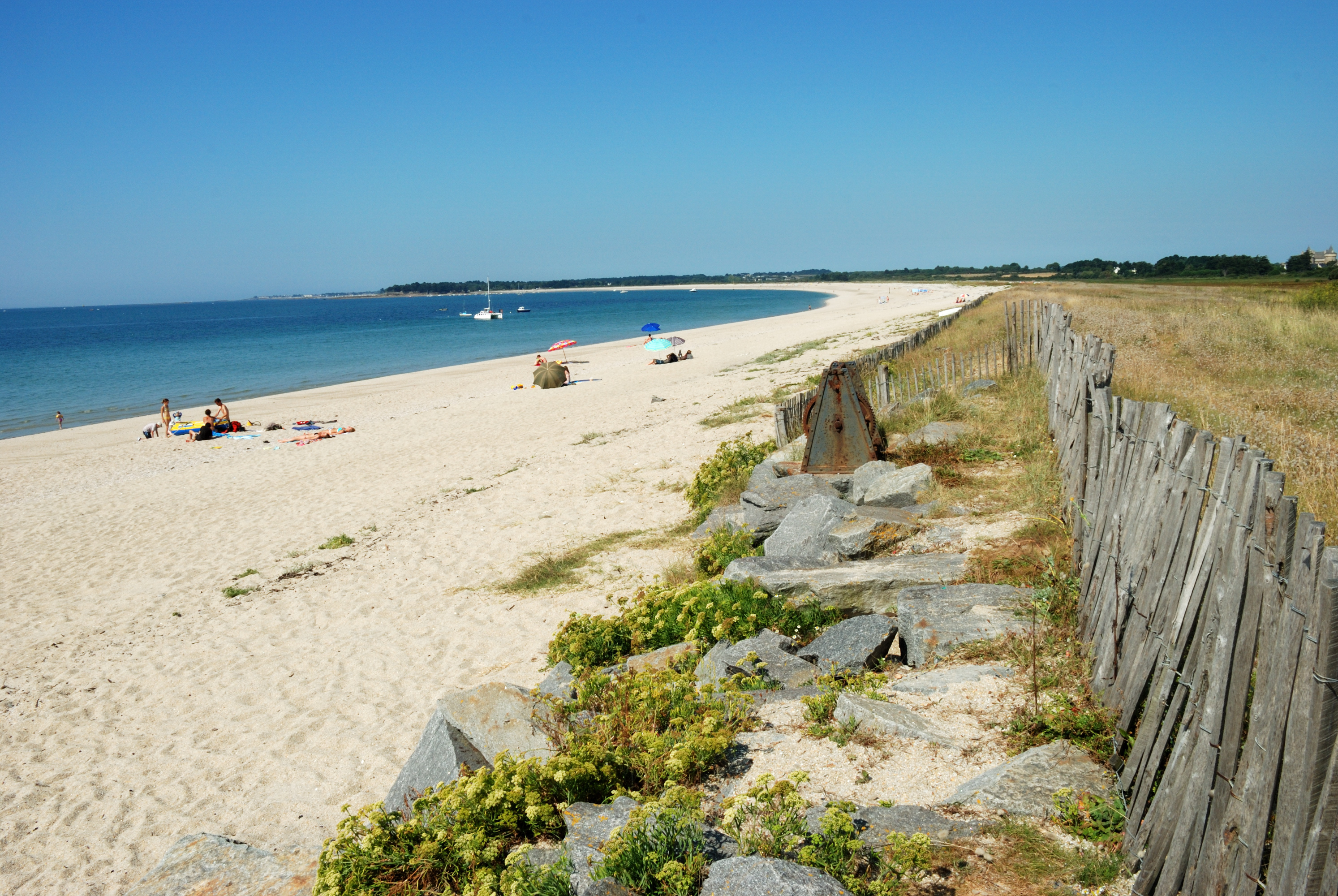
La spiaggia di Penvins
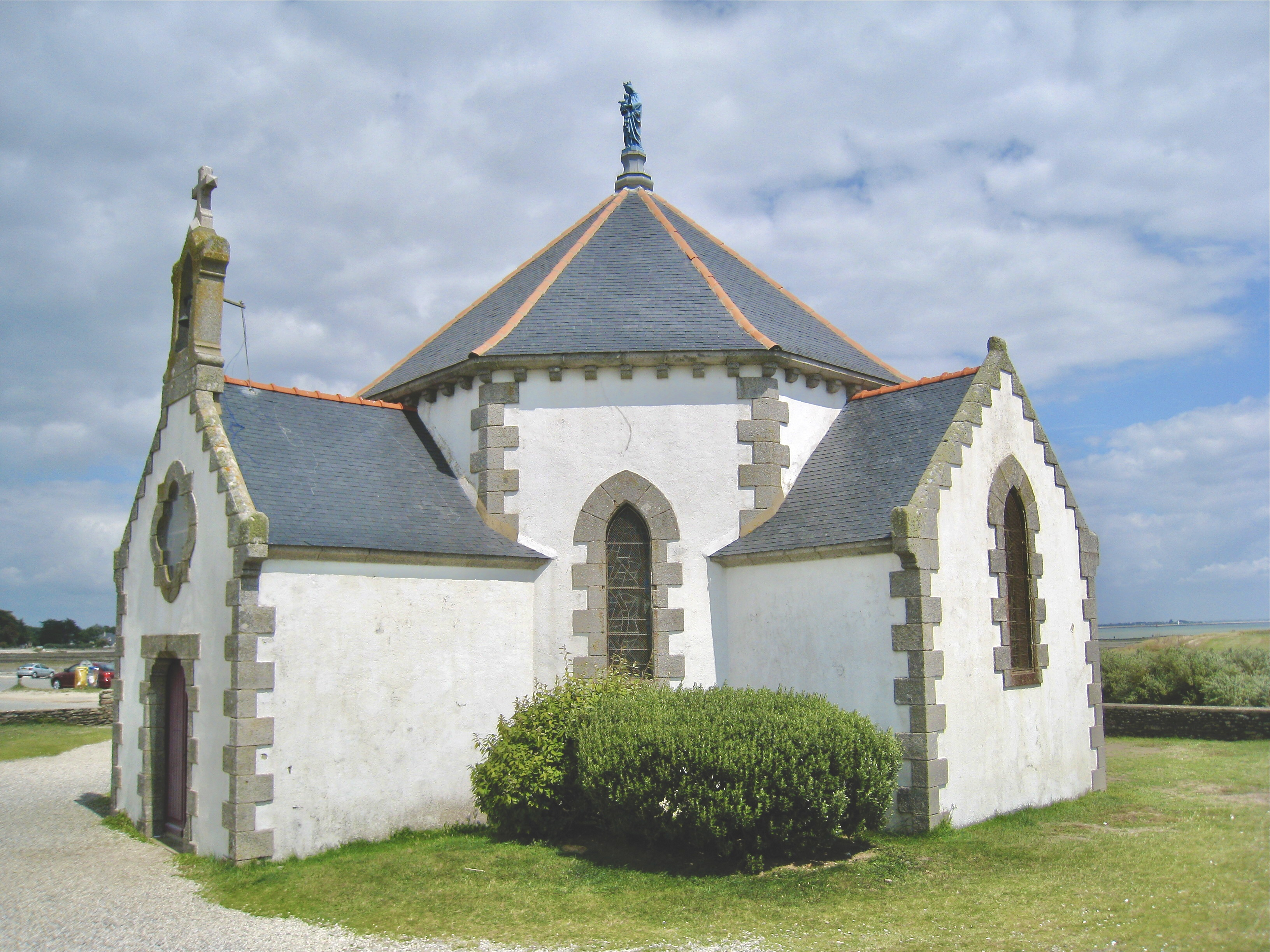
La cappella di Penvins

La costa atlantica presenta un aspetto molto diverso: da Grée Saint Jacques a Banastère, è un susseguirsi di spiagge sabbiose (Grée, Kerfontaine, Roaliguen, Suscinio, Landrezac, Penvins e Banastère), separate da punte rocciose (pointe de Saint-Jacques, Poent Hir, Beg-Lan, En Iniz, Becudo) la cui altezza rimane modesta. I terreni, per lo più scistosi, resistettero meno bene alle furie dell'oceano, il che spiega la marcata erosione in alcuni punti (la cappella di Saint-Jacques, costruita sulla punta omonima, crollò gradualmente in mare nel corso del XIX secolo) e fu ricostruito a Trévenaste); le rocce visibili al largo di Kerfontaine (Roh Naben e Beniguet) erano accessibili a piedi nel secolo scorso. La maggior parte di queste spiagge (quelle che i lavori non hanno costretto a prosciugare) conservano il loro palus (id est palude sul retro della duna) come Sodrio, Suscinio, Hayo o Bécudo. Anticamente sfruttate come saline, oggi sono il santuario di una ricca fauna e flora. Il terreno, più brullo che sul Golfo, era adibito prevalentemente a pascolo; i boschi, più rari, sono più spesso costituiti da conifere, mentre il bocage si trova solo sui primi “pendii”, arretrati rispetto alla costa. Qui la vite veniva coltivata fino alla metà del XX secolo.

### Le isole di Sarzeau
Sarzeau ha diverse isole ad essa amministrativamente collegate. Si trovano nel Golfo del Morbihan, quindi a nord, tuttavia, sul versante atlantico, si segnala la punta di Penvins, una piccola penisola.
- Île des Œufs, un minuscolo scoglio che tuttavia nasconde una fattoria, si trova al largo della punta di Ruault, a sud dell'Isola di Iluric (ad Arz). Ha un'altitudine massima di 4 m.
- L'isola Godec, sebbene separata da Sarzeau da un profondo canale, è attaccata a Sarzeau. È un'isola bassa circondata da allevamenti di ostriche che la separa da Huric.
- L'isola Stibiden, con una superficie di otto ettari, ha diversi edifici in granito. Più in alto (undici metri) era di proprietà di Danielle Darrieux.
- L'isola di Govihan, al largo del porto di Logéo, è la più grande del comune. I suoi due punti più alti, a nord e a sud, raggiungono i 14 m. Un gruppo di case si trova a sud-est. È una delle poche isole del Golfo con tante spiagge quante rocce.
- L'isola di Brannec possiede due case recenti, di fronte all'Île aux Moines.

Sono tutti di proprietà privata. Se in passato Ilur, quando era attaccata al continente, era sede di una vasta parrocchia che copriva il territorio di Sarzeau e ben oltre (fino a Surzur), è attaccata ad Arz fin dal XVI secolo.

### Clima
Il clima che caratterizza il comune è stato qualificato, nel 2010, come “clima franco oceanico”, secondo la tipologia dei climi francesi che comprende quindi otto principali tipi di climi della Francia continentale. Nel 2020, il comune rientra nel tipo di “clima oceanico” nella classificazione stabilita da Météo-France, che ormai comprende, a prima vista, solo cinque grandi tipi di clima della Francia continentale. Questo tipo di clima determina temperature miti e precipitazioni relativamente abbondanti (in connessione con le perturbazioni provenienti dall'Atlantico), distribuite durante tutto l'anno con un leggero massimo da ottobre a febbraio.
I parametri climatici che hanno permesso di stabilire la tipologia 2010 comprendono sei variabili per le temperature e otto per le precipitazioni, i cui valori corrispondono alla normale 1971-2000. Le sette principali variabili che caratterizzano il comune sono presentate nel riquadro sottostante.

## Urbanizzazione

### Tipologia
Dal 1º gennaio 2024, Sarzeau è classificato come comune rurale ad edilizia diffusa, secondo la nuova griglia di densità comunale a sette livelli definita dall'INSEE nel 2022. Appartiene all'unità urbana di Sarzeau, un'unità urbana monocomunale che costituisce un città isolata. Il comune è anche fuori dall'attrazione delle città.
Il comune, delimitato dall'Oceano Atlantico, è anche un comune costiero ai sensi della legge del 3 gennaio 1986, nota come legge costiera. Si applicano pertanto specifiche disposizioni urbanistiche al fine di preservare gli spazi naturali, i siti, i paesaggi e l'equilibrio ecologico della fascia costiera, come ad esempio il principio di non edificazione, al di fuori delle aree urbanizzate, sulla fascia costiera di 100 metri, o più se il piano urbanistico locale lo prevede.

### Occupazione del suolo

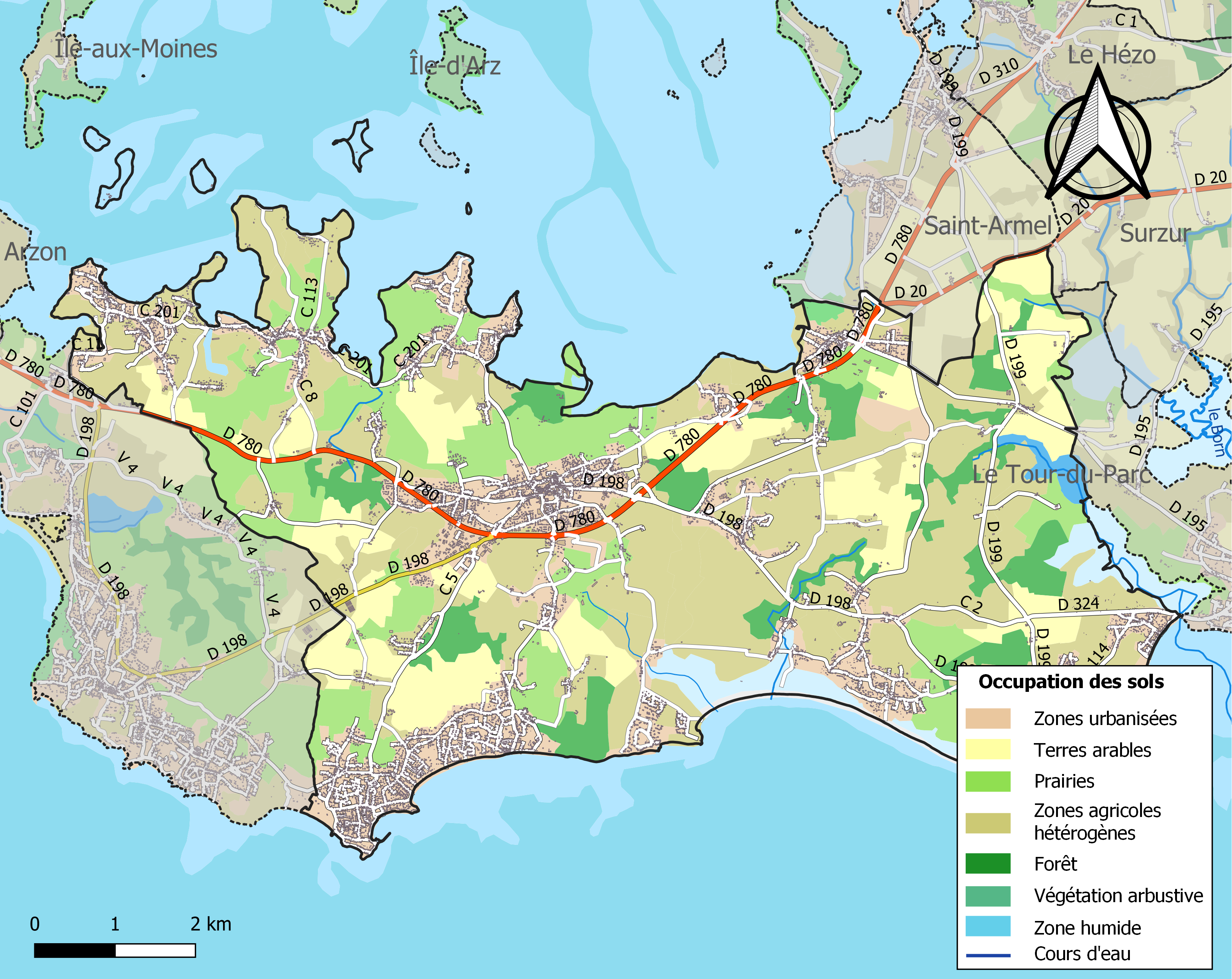
Mappa a colori che mostra l'uso del territorio. Mappa delle infrastrutture e dell'uso del territorio del comune nel 2018 (CLC).

La tabella seguente presenta l'uso del suolo del comune nel 2018, come mostrato nella base dei dati europeo sull'uso del suolo biofisico Corine Land Cover (CLC).
| Tipo d'occupazione                                                   | Percentuale | Superficie (in ettari) |
| -------------------------------------------------------------------- | ----------- | ---------------------- |
| Tessuto urbano discontinuo                                           | 19,7 %      | 1176                   |
| Estrazione dei materiali                                             | 0,5 %       | 29                     |
| Attrezzature sportive e per il tempo libero                          | 0,2 %       | 10                     |
| Terreno seminativo esterno ai perimetri irrigui                      | 13,7 %      | 817                    |
| Prati e altre aree erbose                                            | 15,6 %      | 930                    |
| Sistemi di ritaglio e di trama complessi                             | 30,5 %      | 1821                   |
| Aree essenzialmente agricole interrotte da importanti spazi naturali | 6,5 %       | 389                    |
| Foreste decidue                                                      | 3,4 %       | 204                    |
| Foreste miste                                                        | 4,9 %       | 290                    |
| Foreste e vegetazione forestale e arbustiva                          | 0,2 %       | 9                      |
| Spiagge, dune e sabbie                                               | 0,5 %       | 31                     |
| Paludi marittime                                                     | 2,8 %       | 169                    |
| Zone intertidali                                                     | 1,0 %       | 59                     |
| Luoghi d'acqua                                                       | 0,5 %       | 32                     |

## Storia

### Preistoria
L'esistenza di popolazioni nella regione è attestata a partire dal Neolitico, come suggerisce la presenza di megaliti nel comune (menhir Kermaillard, dolmen della pietra del Sole, pietra benedetta, viale coperto chiamato Grotte aux Fées nel clos Rodus).

### Antichità e Medioevo
Durante l'antichità e l'alto medioevo il territorio era controllato da un castrum. La prima menzione conosciuta di Rhuys e di questo castrum appare nelle Prove di Dom Morice: Reuuisii pagus, mons et castrum in monte, nel VI secolo.

### Età moderna
Sede dell'antico siniscalco reale di Rhuys, Sarzeau fu unita alla presidenza di Vannes nel 1564.
La penisola di Rhuys contava quattro parrocchie sotto l'Ancien Régime: Sarzeau, di cui Saint-Armel era all'epoca una semplice cappella, Saint-Goustan (che formava l'attuale comune di Saint-Gildas-de-Rhuys) con le sue tregue di Houat e Hœdic, Arzon e Ilur che fu annessa all'Île-d'Arz nel 1615. Si è tentati di guardare a Sarzeau, che copre i due terzi della penisola, la parrocchia originaria le cui altre sarebbero state smembrate anche se il mare che ha modificato i contorni della penisola nel corso dei secoli, e i documenti troppo pochi e troppo incerti, non consentono di sostenere questa ipotesi.

### Rivoluzione francese
Il primo segnale dell'insurrezione realista nell'Ovest della Francia fu dato il 13 febbraio 1791 nella parrocchia di Sarzeau da Toussaint de FranchevilleNota 7, conte di Pelinec, ex ufficiale di marina, che marciò su Vannes con i suoi contadini del castello di Truscat a Sarzeau, al grido della mia anima a Dio, del mio corpo al Re; questa insurrezione fu un fallimento.

### XIX secolo
Gabriel de Francheville, figlio di Toussaint de Francheville, anch'egli chouan, poi deputato e poi membro della "Società sericulturale per il miglioramento e la propagazione della seta in Francia", si interessò allo sviluppo della seta in Francia. 1840 la coltivazione dei gelsi e l'allevamento dei bachi da seta nella sua proprietà presso il castello di Truscat a Sarzeau; ma questo tentativo rimase allo stadio sperimentale.
Nel 1869, un'epidemia di vaiolo colpì 56 persone e causò 8 morti a Sarzeau.
Nel 1887 una delegazione di realisti di Vannes, Arradon, Plescop, Sarzeau, Theix, Île-aux-Moines e Saint-Avé si recò a Jersey per incontrare il conte di Parigi che si trovava in esilio.

### XX secolo

#### L’aumento del turismo e dell’allevamento di ostriche
La città beneficia, come l'intera penisola, dello sviluppo del turismo balneare e dell'emergere dell'allevamento di ostriche nel XIX secolo. Reso di moda dal movimento romantico, questo turismo fu incoraggiato all'epoca dalle pratiche ufficiali delle classi dirigenti. Come Gustave Flaubert, i primi viaggiatori vennero a Sarzeau per scoprire le rovine del castello di Suscinio. Fu solo all'inizio del XX secolo, con l'arrivo dei bagnanti, che il turismo si evolse verso pratiche balneari che, nonostante tutto, rimasero riservate ad una élite. Quest'ultimo divenne più democratico con la generalizzazione delle ferie retribuite, più dopo il 1945 che dopo il 1936. Per garantire questo sviluppo, il comune fu servito dal 1910 al 1947 dal traffico ferroviario dalla linea Surzur a Port-Navalo della ferrovia Chemins de Morbihan, trasporti soppiantati dopo la seconda guerra mondiale, e soprattutto dopo il 1960, dall’automobile.

## Società

### Demografia
I suoi abitanti si chiamano Sarzeautins, in italiano Sarzottini.

#### Evoluzione demografica
L'evoluzione del numero degli abitanti è nota attraverso i censimenti demografici effettuati nel comune a partire dal 1793. Per i comuni con meno di 10.000 abitanti ogni cinque anni viene effettuata una rilevazione censuaria che copre l'intera popolazione, mentre le popolazioni legali degli anni intermedi sono stimato mediante interpolazione o estrapolazione. Per il Comune il primo censimento esaustivo rientrante nel nuovo ordinamento è stato effettuato nel 2004.
Nel 2021, il comune contava 8.977 abitanti, con un aumento del 14,72% rispetto al 2015 (Morbihan: +3,21%, Francia esclusa Mayotte: +1,84%).
| Evoluzione della popolazione | Evoluzione della popolazione | Evoluzione della popolazione | Evoluzione della popolazione | Evoluzione della popolazione | Evoluzione della popolazione | Evoluzione della popolazione | Evoluzione della popolazione | Evoluzione della popolazione |
| 1793 | 1800                         | 1806                         | 1821                         | 1831                         | 1836                         | 1841                         | 1846                         | 1851                         |
| --- | ---------------------------- | ---------------------------- | ---------------------------- | ---------------------------- | ---------------------------- | ---------------------------- | ---------------------------- | ---------------------------- |
| 5 576 | 5 380                        | 6 224                        | 5 902                        | 6 126                        | 7 016                        | 6 901                        | 7 165                        | 7 425                        |
| 1856 | 1861                         | 1866                         | 1872                         | 1876                         | 1881                         | 1886                         | 1891                         | 1896                         |
| 7 399 | 6 788                        | 5 950                        | 5 632                        | 5 718                        | 5 704                        | 5 563                        | 5 686                        | 5 097                        |
| 1901 | 1906                         | 1911                         | 1921                         | 1926                         | 1931                         | 1936                         | 1946                         | 1954                         |
| 5 011 | 4 787                        | 4 659                        | 4 040                        | 3 969                        | 4 042                        | 4 009                        | 3 995                        | 3 701                        |
| 1962 | 1968                         | 1975                         | 1982                         | 1990                         | 1999                         | 2004                         | 2006                         | 2009                         |
| 3 669 | 3 676                        | 4 088                        | 4 406                        | 4 972                        | 6 143                        | 6 941                        | 7 155                        | 7 659                        |
| 2014 | 2019                         | 2021                         | -                            | -                            | -                            | -                            | -                            | -                            |
| 7 802 | 8 791                        | 8 977                        | -                            | -                            | -                            | -                            | -                            | -                            |
| Dal 1962 al 1999: popolazione senza doppi conteggi; per le seguenti date: popolazione comunale. (Fonti: Ldh/EHESS/Cassini fino al 1999 poi Insee dal 2006.) |                              |                              |                              |                              |                              |                              |                              |                              |

#### Piramide demografica
La popolazione della città è relativamente anziana. Nel 2018, il tasso di persone sotto i 30 anni era del 18,4%, inferiore alla media dipartimentale (31,2%). Nello stesso anno, invece, la percentuale delle persone con più di 60 anni era del 52,8%, mentre a livello dipartimentale era del 31,3%.
Nel 2018, il comune contava 4.014 uomini per 4.473 donne, ovvero una percentuale del 52,7% di donne, leggermente superiore alla percentuale dipartimentale (51,51%).

### Istruzione
Le scuole e i collegi sarzottini dipendono dall'accademia di Rennes.
| Scuole primarie pubbliche              | Scuole medie pubbliche | Istituti privati convenzionati |
| -------------------------------------- | ---------------------- | ------------------------------ |
| Scuola Marie Le Franc (centro città)   | Collège de Rhuys       | Scuola elementare Sainte-Anne  |
| Scuola Les Korrigans (Saint-Colombier) | Collège de Rhuys       | Collège Sainte-Marie           |

### Manifestazioni sportive
Atletica
- Raid Ultra Marin Golfo di Morbihan

Ciclismo
- Giro in bicicletta di Rhuys
- Città di arrivo della 4ª tappa del Tour de France il 10 luglio 2018.

### Culti e luoghi di culto

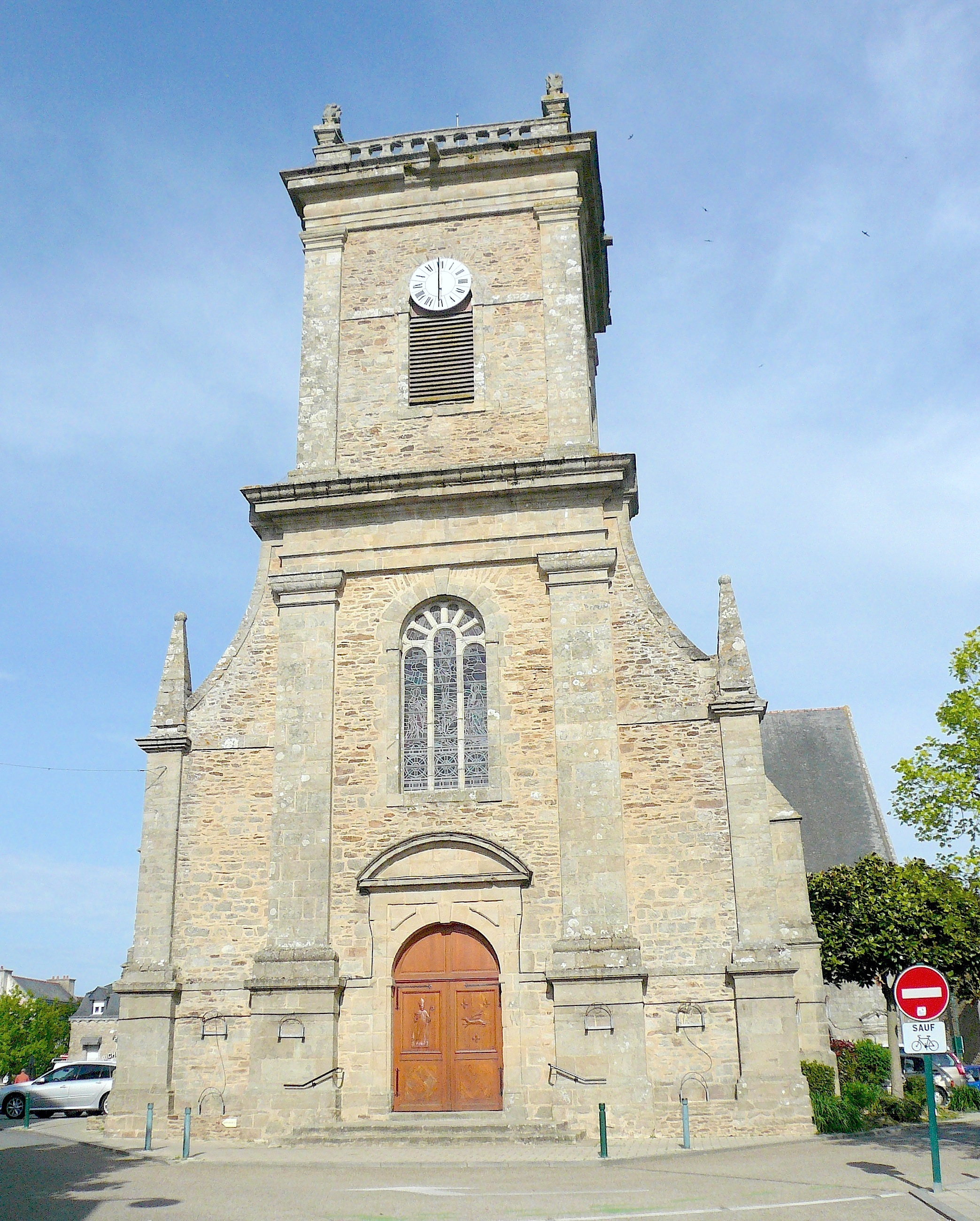
Chiesa di San Saturnino a Sarzeau

Il territorio di Sarzeau comprende tre parrocchie: Penvins, Brillac e Sarzeau. Quest'ultima è la sede del decanato di Sarzeau, che comprende anche le parrocchie di Hézo, Tour-du-Parc e Saint-Gildas-de-Rhuys.

## Cultura e patrimonio

### La lingua bretone
Il nome bretone del comune è Sarzhav (pronunciato [saˈʁaw]). Il cantone di Sarzeau costituisce il limite meridionale della parte bretone della diocesi di Vannes (Bro Gwened). La pratica del bretone declinò nel corso del XX secolo, in più fasi: prima ad Arzon, Saint Gildas-de-Rhuys e nella città di Sarzeau dal 1900 al 1930, poi sulle rive del Golfo, nel periodo interbellico, infine sulla costa sud-orientale dagli anni Quaranta agli anni Settanta Oggi, Penvins, Banastère e Suscinio sono gli ultimi villaggi della penisola dove troviamo ancora alcuni anziani che parlano la lingua dei loro antenati.
Questo declino del bretone, prima che nei cantoni dell'interno del Vannetais, si spiega con diversi fattori: oltre ai fattori generali, validi per tutte le lingue minoritarie, si aggiunge qui la penetrazione della nuova lingua attraverso staffette e l'ondata turistica del 1950.
Tuttavia, l’esistenza di un settore scolastico bilingue a Sarzeau dagli anni ’90 dimostra l’attaccamento di una parte della popolazione alla propria identità e cultura. Si può notare che:
- l’adesione alla carta Ya d’ar brezhoneg (“Sì al bretone”) è stata votata dal consiglio comunale il 20 dicembre 2006;
- il 28 novembre 2011 il comune ha ottenuto il marchio Ya d'ar brezhoneg livello 1;
- all’inizio dell’anno scolastico 2016 risultavano iscritti alle classi bilingui 36 alunni (ovvero il 7,1% dei bambini del Comune iscritti alla scuola primaria).

### Luoghi e monumenti
- Il castello di Suscinio è il principale monumento storico di Sarzeau. Costruito a sud della penisola di Rhuys, tra boschi e paludi e nelle immediate vicinanze dell'oceano, il castello di Suscinio fu nel Medioevo una delle residenze preferite dei duchi di Bretagna e della loro corte. Costruito principalmente nel XIII secolo, durante il regno di Giovanni I, il castello era soprattutto una residenza di piacere, i duchi di Bretagna amavano venire a cacciare nella grande foresta che lo circondava. Successivamente fortificato nel corso del XV secolo, fu proprietà della corona di Francia durante il regno di Francesco I. Da allora in poi, non avendo più l'influenza di un tempo, il castello cadde gradualmente in rovina fino a essere venduto come bene nazionale durante la Rivoluzione francese dove servì come cava di pietra. Il castello soffrì molto. Prosper Mérimée, allora ispettore generale dei monumenti storici, lo inserì nel suo primo elenco di monumenti storici nel 1840. Acquistato nel 1965 dal consiglio generale del Morbihan, ha subito diverse fasi di restauro, distribuite nell'arco di circa trent'anni. Nel 1975, durante i lavori di sterro sul bordo del fossato, sul lato sud, furono scoperti i ruderi di una cappella. Bruciato probabilmente alla fine del XIV secolo, furono riportati alla luce i pavimenti trecenteschi. Questa scoperta, per la sua estensione (più di 30.000 basoli su 300 m2) e la varietà delle tecniche utilizzate (terracotta, maiolica), ne fa una collezione unica in Europa. Nel 1995 i tetti dell'edificio Ovest e della nuova torre, distrutti durante la Rivoluzione francese, furono accuratamente restaurati. Attualmente, anche se il castello non è stato interamente restaurato, ha riacquistato l'aspetto di fortezza medievale.

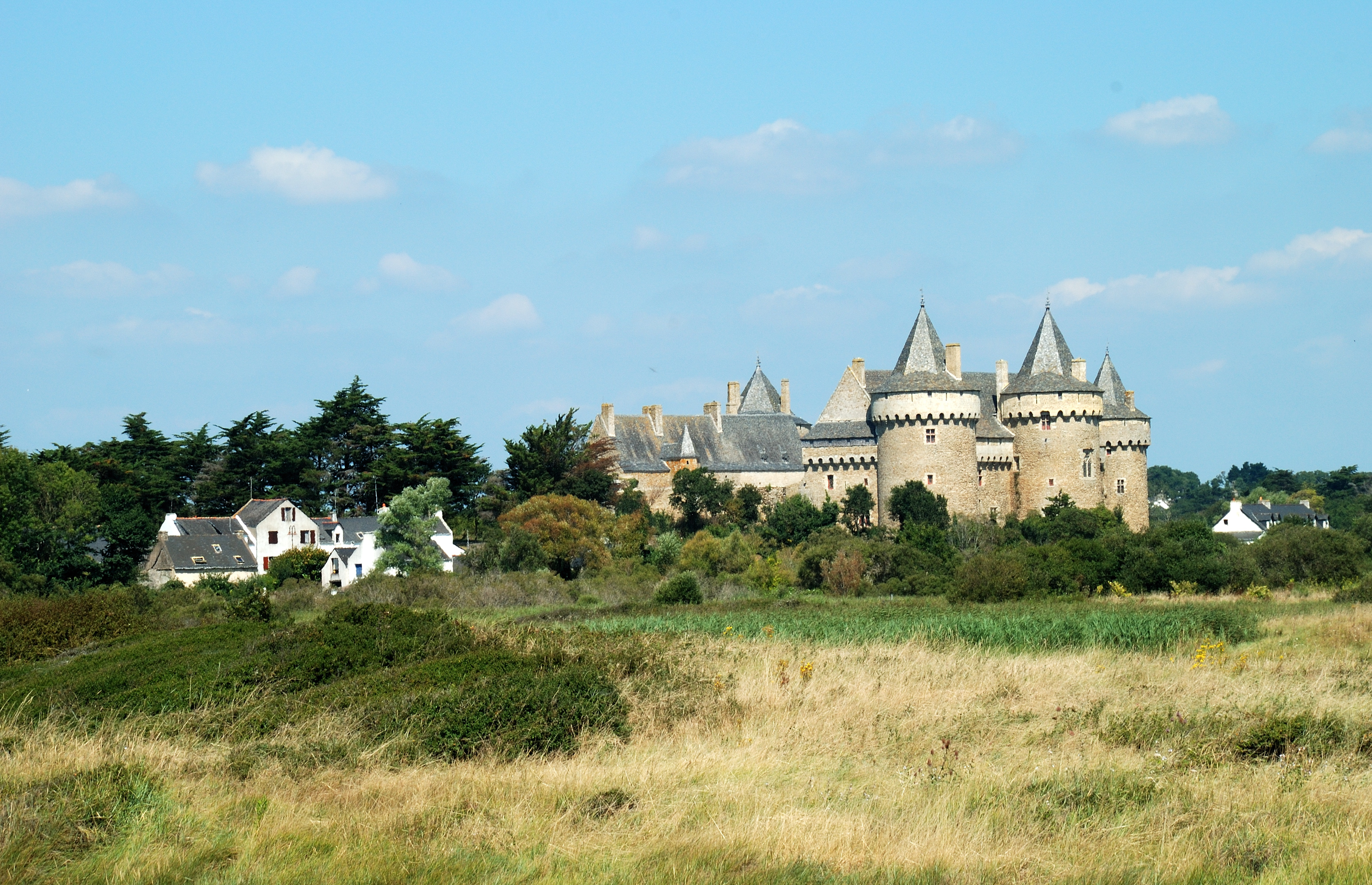
Il castello di Suscino

- Il castello di Kerlevénan (XVIII secolo), padiglione cinese, cappella di famiglia e parco all'inglese. Allo stesso periodo risalgono quelle di Neret, Truscat e Kergeorget, anch'esse costruite sulle rive del golfo. Classificato MH48. Il castello di Kerlevénan è la residenza del marchese di Gouvello de Kériaval, grande proprietario del comune di Sarzeau;
- Il castello di Truscat, castello del 1702, ristrutturato intorno al 1830 da Gabriel de Francheville sul sito di un maniero del XVI secolo, dopo il 1850, suo figlio Jules continuò i lavori di abbellimento. Cappella del XVII secolo. Il castello è al centro di un bellissimo parco ai margini del golfo con alberi secolari; appartiene ai discendenti dei Francheville da più di cinque secoli. Nel 1815, il generale Bernadotte, futuro re di Svezia, presiedette lì il Festival della Pacificazione. Amico di Jules de Francheville, Frédéric Ozanam vi soggiornò spesso. Proprietà dei discendenti ed eredi della famiglia Dumoulin de Paillart;
- Il castello di Kerthomas, acquistato da Jules de Francheville da Madame d'Osmond, nata du Pont-Bellanger. La ristrutturazione di questa proprietà è stata realizzata dall'architetto di Rennes Jacques Mellet. Dell'antico maniero rimane solo la parte centrale, inondata di torrette ispirate a Violet-Leduc. Questa proprietà appartiene ancora ai discendenti di Jeanne Blanche de Francheville e Jules Dumoulin de Paillart, suo marito. È censito nell'inventario generale dei beni culturali49;
- Il castello Keralier, XVII secolo, proprietà dei Bénéat-Chauvel. Possiede una cappella privata dedicata a Santa Margherita;
- Il castello di Keraüel, antico casino di caccia e tenuta vinicola ristrutturata da Élie de Langlais (sindaco e consigliere generale) nel 1905, secondo il progetto dell'architetto Joseph Caubert de Cléry, residente a Vannes. Proprietà della famiglia Raison du Cleuziou;
- Il castello di Kergeorget, costruito intorno al 1860 per Amédée de Francheville, forse da Jacques Mellet, architetto di Rennes. È censito nell'inventario generale dei beni culturali50;
- Castello di Néret. 19º secolo, sul sito di un antico maniero. Di fronte al Golfo;

### Divisioni amministrative
Sarzeau è una località turistica situata a 22 chilometri a sud di Vannes, sulla penisola di Rhuys. La sua superficie è di 6.000 ettari, la sua densità è di circa 120 abitanti per chilometro quadrato. Questa vasta superficie spiega in parte la sua organizzazione in “trèves” (divisione della parrocchia in sottogruppi, guidati da un diacono che presta i suoi servizi in una cappella specifica della tregua, essendo il centro del villaggio troppo lontano per gli abitanti della periferia villaggi). Se la pratica religiosa è meno forte che sotto l'Ancien Régime o nel XIX secolo, queste tregue continuano ad esistere nell'inconscio collettivo e nelle relazioni quotidiane; ce ne sono sette:
- Saint-Saturnin (la città), cuore della parrocchia;
- Saint-Maur (villaggi di Brillac, Logeo, Kerassel, ecc.);
- Saint-Martin (villaggi di Ruault, Saint-Martin, Fournevay, ecc.);
- Saint-Colombier (villaggi di Saint Colombier, Kerhouët, Kerentrec'h, ecc.);
- Saint-Démeter (villaggi di Penvins, la Grée, Banastère, ecc.);
- Saint-Nicolas (villaggi di Kerguet, Suscinio, Bodérin, ecc.);
- Saint-Jacques (villaggi di Kerfontaine, Trévenaste, Kerignard, Roaliguen, ecc.).

Quando Sarzeau divenne comune durante la Rivoluzione, il suo territorio comprendeva anche le tregue di Saint-Armel e Saint-Clair (Le Tour-du-Parc), che ottennero l'indipendenza nel corso del XIX secolo; Anche Brillac e Penvins tentarono la secessione, ma invano. Oggi, oltre alla persistente contrapposizione tra "gente del Golfo" (aod bihan id est piccola costa) e "gente dell'oceano" (aod braz = grande costa), i diversi gruppi di villaggi mantengono spesso una propria organizzazione, con le loro il municipio annesso (Brillac e Penvins), la loro scuola (anticamente Kerignard, Penvins e Brillac, ancora oggi Saint-Colombier), le loro celebrazioni religiose occasionali (Notre-Dame de la Côte a la Grée-Penvins, cappella Saint-Jacques a Trévenaste…), anche la propria parrocchia (concessa a Brillac nel 1926), i propri affari (Saint-Jacques, Brillac), le proprie feste (festa del mare a Saint-Jacques, festa delle cozze a Brillac, feste medievali di Suscinio…) e il proprio seggio elettorale. Il turismo tende a rendere più tenue questa organizzazione tradizionale, così come ha contribuito a rendere meno sensibili (o meno visibili) le specificità socioprofessionali di questi gruppi di villaggi: mentre Sarzeau-bourg monopolizzava il commercio e le funzioni pubbliche, Saint-Jacques e Logeo erano costituite principalmente da famiglie di marinai, mentre Saint-Colombier, Penvins e Kerguet rimasero rurali.

### Alloggi
Nel 2016 a Sarzeau si contavano 10.586 unità abitative. Essendo il paese un luogo di villeggiatura molto frequentato, 6.334 unità abitative erano seconde case (59,8%), contro solo 3.916 residenze primarie (37,1%) e 336 unità abitative sfitte (3,2%). Di queste 10.586 abitazioni, 8.567 erano case (80,9%) contro 1.535 appartamenti (14,5%). La tabella seguente presenta la distribuzione delle categorie e delle tipologie di alloggi a Sarzeau nel 2016 rispetto a quelle del Morbihan e dell'intera Francia.
| Alloggi a Sarzeau nel 2016                        | Sarzeau | Morbihan | Francia |
| ------------------------------------------------- | ------- | -------- | ------- |
| Abitazioni principali (in %)                      | 37,1    | 74,5     | 82,3    |
| Residenze secondarie e alloggi occasionali (in %) | 59,8    | 18,0     | 9,6     |
| Alloggi liberi (in %)                             | 3,2     | 7,5      | 8,1     |

### Evoluzione demografica
Abitanti censiti